# 甲斐銚子塚古墳
甲斐銚子塚古墳（かい ちょうしづか こふん）は、山梨県甲府市下曽根町にある前方後円墳。国の史跡に指定されている（指定名称は「銚子塚古墳附丸山塚古墳」）。
山梨県内では最大規模の古墳で、4世紀後半の築造と推定され、古墳時代前期では東日本最大級の規模になる。「銚子塚」とは江戸時代の地誌類において前方後円墳に見られる通称で、側面が銚子（柄の長い酒器）に見えることからの名称と考えられている。山梨県において「銚子塚」と呼称される古墳は笛吹市にもあるが、そちらは「岡銚子塚古墳」と称して区別される。
なお、本項では甲斐銚子塚古墳に隣接する丸山塚古墳についても記載する。

## 立地と地理的・歴史的景観

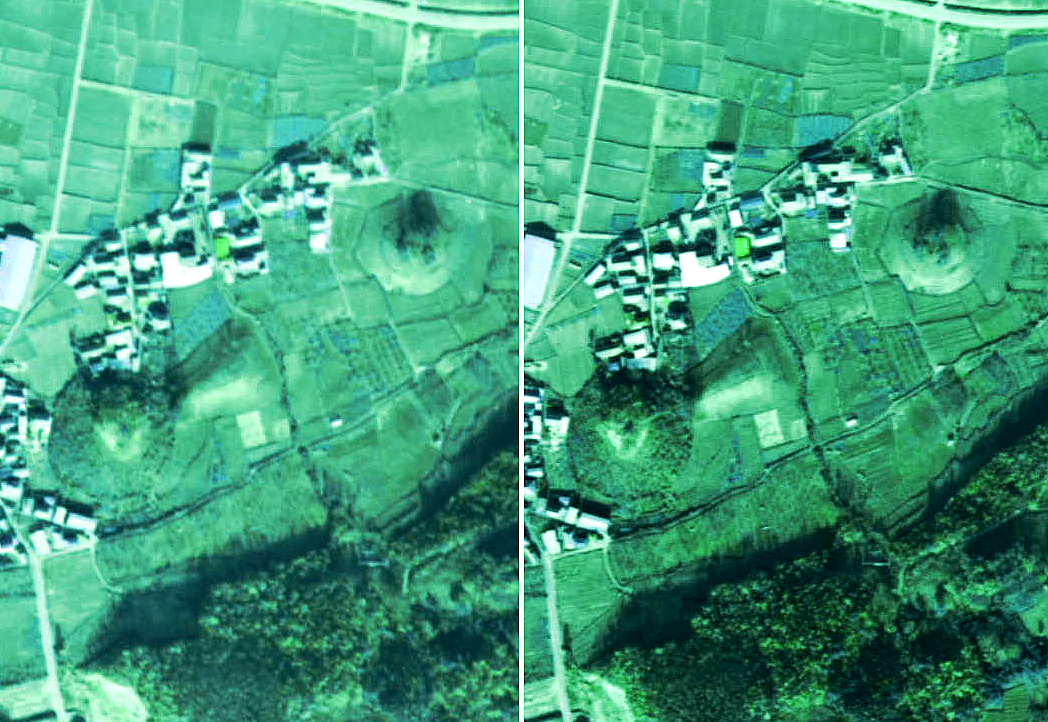
甲斐銚子塚古墳・丸山塚古墳のステレオ空中写真（1975年）

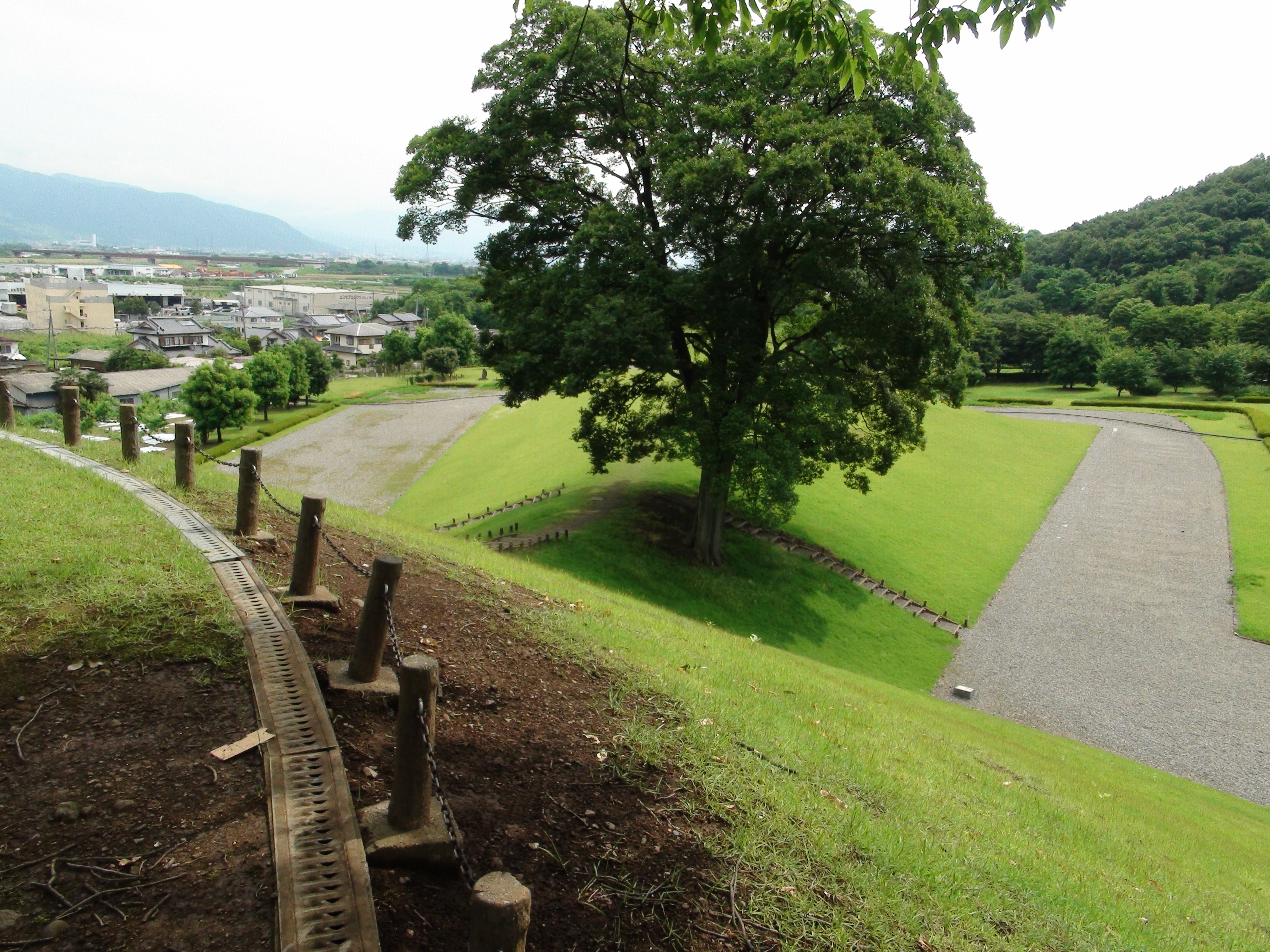
後円墳上部より前方部を望む

所在する甲府市下曽根町は甲府盆地の南東縁に位置する。笛吹川の左岸、盆地南部に広がる曽根丘陵北端に立地する。一帯は大型古墳が集中的に分布する地域で、甲斐銚子塚古墳は盛土と推定される標高340メートルの東山台地に展開する。甲斐銚子塚古墳は標高260メートル付近に位置する。下曽根・上向山地区にかけて大丸山古墳、丸子塚古墳、かんかん塚古墳とともに東山古墳群を構成する。南西の米倉山にも古墳群がある。

## 古墳の発見と調査
江戸時代後期の文化11年（1814年）に編纂された甲斐国地誌『甲斐国志』では甲斐銚子塚古墳に関する記述があり、この時代から「銚子塚」と呼称されていたことが確認される。
近代には伊勢講の信仰対象として山頂に石祠・石灯籠などがり、「伊勢塚」と称された。なお、現在では伊勢講に関する施設は史跡整備により別の地点に移設されている。
1925年（大正14年）に刊行された『史跡名勝天然記念物調査報告書』においては石室を有した大型の前方後円墳で、環濠（周溝）、埴輪を伴う古墳であることが著述されている。
1928年（昭和3年）3月17日、伊勢講の帳屋（あくしゃ）建設の際に竪穴式石室と大量の朱・副葬品が発見された。この時の調査は文部省嘱託の上田三平により同年9月1日刊に『史学雑誌』に掲載された論文「銚子塚を通して観たる上代文化の一考察」において報告された。上田は同論文において甲斐銚子塚古墳の規模や石室の形態、副葬品を関東・畿内の古墳と比較し、甲斐銚子塚古墳が畿内との結び付きの強い古墳であることを指摘した。
戦後には1966年（昭和41年）には明治大学考古学研究室・大塚初重の主導による測量が行われ、主軸長は169メートル、前方部幅は69メートルで高さ8.5メートル。後円部径は92メートルで高さ15メートルと推定された。1928年の出土品の大半は東京国立博物館に収蔵された。
1985年（昭和60年）には山梨県教育委員会による発掘調査が行われた。1975年（昭和50年）には『中道町史』において調査結果がまとめられた。1983年（昭和58年）から整備保存工事が施され、周辺は曽根丘陵公園として整備され、1982年（昭和57年）には甲斐銚子塚古墳をはじめ山梨県内から出土した考古資料を保管・展示する山梨県立考古博物館が開館した。1986年（昭和61年）には甲斐銚子塚古墳をはじめ古墳時代前期を扱った第4回特別展「古代甲斐国と畿内王権」が開催されている。
1998年（平成10年）からは後円部周辺地域の公有地化が進められ、2004年（平成16年）には完了する。あわせて後円部の発掘調査も実施され、2001年（平成13年）には後円部西側で墳端が確認された。2004年には後円部北側で後述する「突出部」と祭祀に関わる木製品が出土した。
東日本の前期古墳において「突出部」の存在や木製品の出土は類例のないことから、第2次調査による発見で銚子塚古墳は再び注目された。2006年には山梨県立考古博物館で第24回企画展『甲府盆地から見たヤマト』が開催され、出土した木製品などが展示された。また、翌2007年には『発掘された日本列島2007－新発見考古速報展－』においてもこれらの木製品が出展されている。

## 発掘調査と検出遺構・出土遺物

### 石室
1928年の調査で甲斐銚子塚古墳の石室は東西の主軸と後円部の交差する地点に位置し、竪穴式の割石小口積みで、あることが指摘されている。底は粘土床で、割竹形木棺の形跡が認められた。
石室は内法長6.5メートル、幅0.9メートル、高さ1.2メートル。石室内部中央に朱が厚く堆積したことが認められ、この付近から様々な副葬品が出土している。後円部で葺石を葺いた三段築成で、前方部では葺石のない二段築成である。周濠は一重で15〜20メートルである。

### 出土遺物

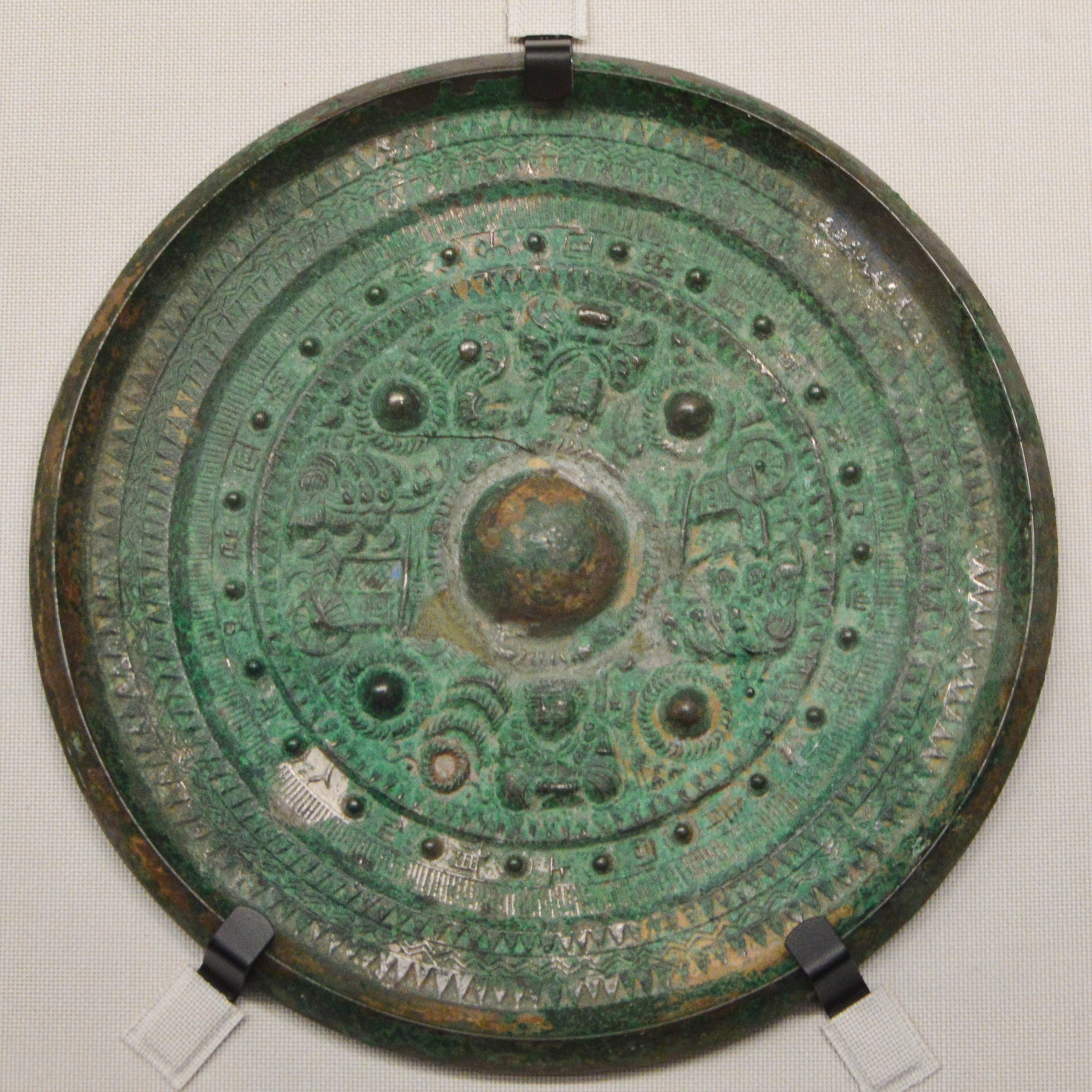
三角縁神獣車馬鏡東京国立博物館展示。

1985年の発掘調査において副葬品としては鏡5が出土した。甲斐銚子塚古墳の鏡は岡山県岡山市の備前車塚古墳や群馬県三本木古墳、福岡県藤崎遺跡の出土鏡と同笵（どうはん）関係にある三角縁神人車馬画像鏡1、内行花文鏡1、鼉龍鏡（だりゅうきょう）1、同じ鋳型で造られた仿製鏡（ほうせいかがみ）の三角縁獣文帯三神三獣鏡（三角縁神獣鏡）1、半円方格帯環状乳神獣鏡である。
内行花文鏡は舶載品で、「長宜子孫」「壽如金石」の吉祥句が配置される。鈕は破損しており、意図的な破壊であるとも考えられている。鼉龍鏡は画文帯神獣鏡・環状乳神獣鏡などを基に独自の構図・表現を加えた倭鏡で、甲斐銚子塚古墳から出土した鼉龍鏡は外区に鳥文・菱雲文を巡らせ、内区の構造は簡略化されている。なお、笛吹市の岡銚子塚古墳では甲斐銚子塚古墳出土品よりも鏡径の大きい鼉龍鏡が出土している。
ほか、水晶製勾玉4、碧玉製管玉、車輪石6、鉄刀4、鉄剣3、鉄鏃片、短冊形鉄斧、腕輪形石製品1、石釧（いしくしろ）・貝釧、杵形木製品などが出土した。
車輪石はオオツタノハの貝輪を模した石製品で、甲斐銚子塚古墳出土のものは碧玉製。円形で環体の幅が小さく、朱が付着している。木棺の内部に配置されていたと考えられている。石釧はイモガイ製の女性用貝輪を模した石製品であるが、甲斐銚子塚古墳からは石釧のほかに南海産の巻貝であるスイジガイ製の貝釧も出土している。
古墳の祭祀に関わる遺物として、埴輪は壺形埴輪・円筒埴輪・朝顔型埴輪が出土している。特殊器台系譜の初期円筒埴輪は静岡県磐田市の松林山古墳、群馬県太田市の朝子塚古墳と共通する。また、東海系土器の器種であるS字状口縁台付甕（S字甕）も出土しており、外面横方向にハケ目のない新しい形式であると指摘される。S字甕は表面が黒色で火を受けた痕跡のあることから古墳の祭祀に関わるものであると考えられている。

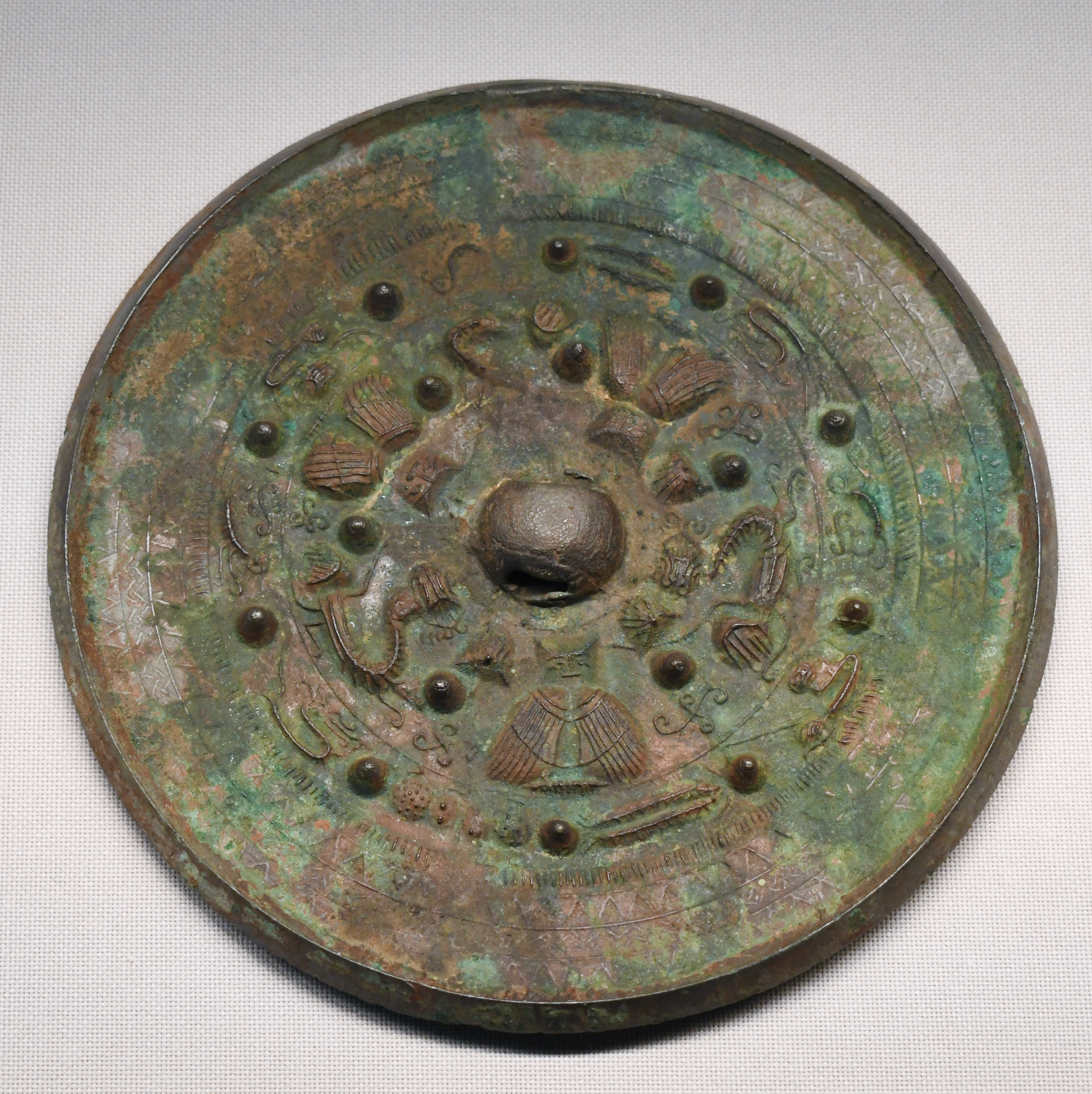
三角縁三神三獣鏡 東京国立博物館展示。
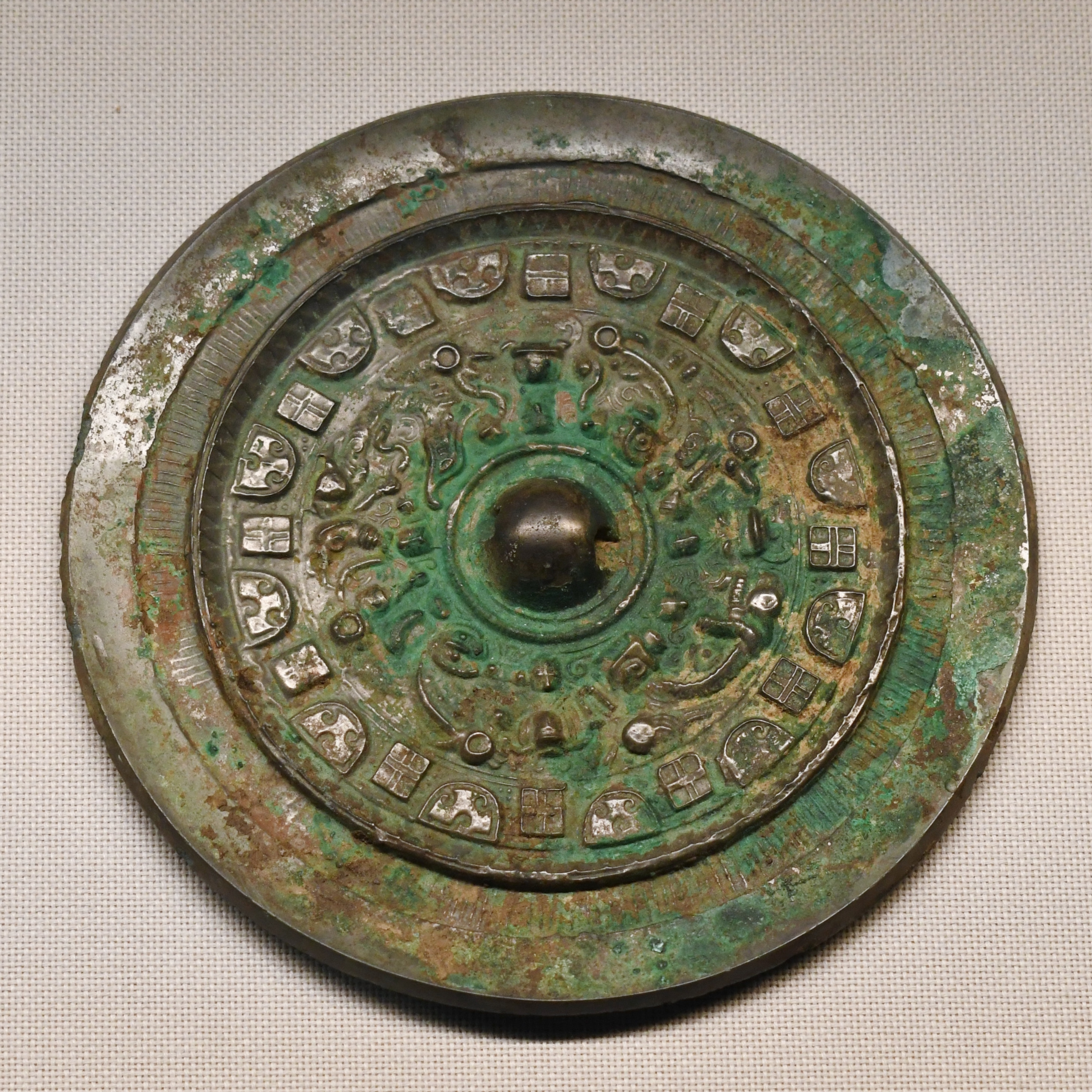
変形画文帯環状乳神獣鏡 東京国立博物館展示。

## 甲斐銚子塚古墳の歴史的背景

### 甲府盆地における前方後円墳の出現

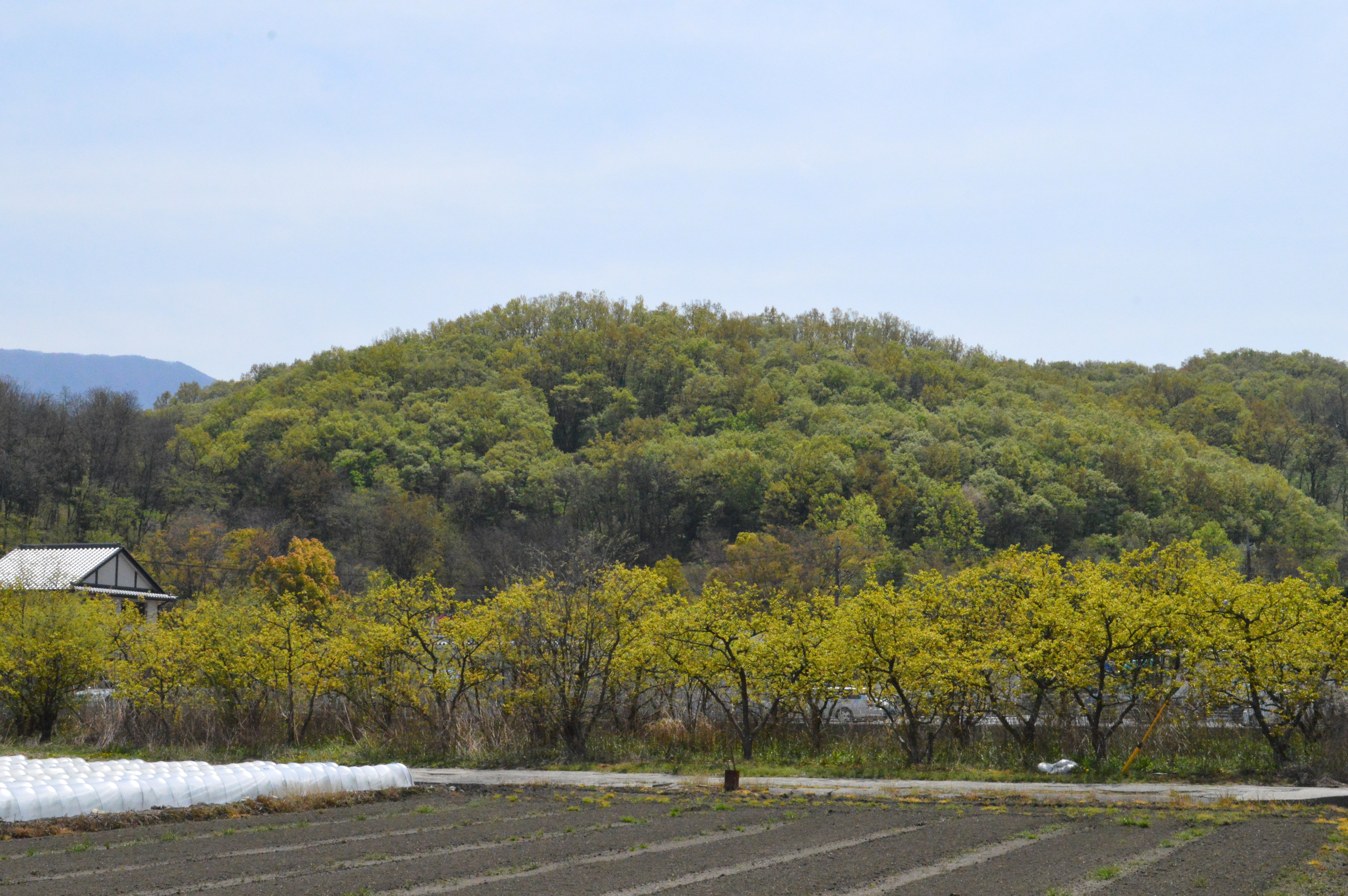
大丸山古墳

曽根丘陵一帯では弥生時代後期後半から古墳時代前期前半にかけての方形周溝墓が多数造営された上の平遺跡があり、この時期から甲府盆地において安定した生産力が確保できる地域であったと考えられている。
このため古墳時代前期に富士山西麓（のちの中道往還）を経て東海地方から古墳文化が流入し、甲府盆地では東海系土器の特徴を有する土器やS字甕が出土しており、これは甲斐銚子塚古墳においても共通する。こうした基盤の上に、米倉山東麓には山梨県内最古の古墳で、唯一の前方後方墳でもある小平沢古墳が築かれる。なお、甲府盆地では古墳時代前期に遡る前方後方墳が小平沢古墳を唯一とし、弥生時代以来の方形周溝墓が古墳時代中期に至っても築造され続ける特徴があり、伝統的な墓制に執着した背景が指摘される。
小平沢古墳に次いで甲斐銚子塚古墳に先行する大丸山古墳が築造され、伝統的な方墳の分布する東山地域において初めて前方後円墳が出現する。前方後円墳は3世紀後半に西国において出現する形態で、ヤマト王権との関わりを示す古墳とされる。
なお、東山古墳群から南西に位置する金沢古墳群には天神山古墳が所在する。天神山古墳は全長132メートルで甲斐銚子塚古墳の次ぐ規模の前方後円墳で、くびれ部から出土した須恵器の年代から築造は古墳時代中期とする説がある。一方、天神山古墳の立地や、その後採集された土師器の時期の年代から大丸山古墳・甲斐銚子塚古墳に先行する古墳時代前期の築造とする説もある。

### 甲斐銚子塚古墳とヤマト王権

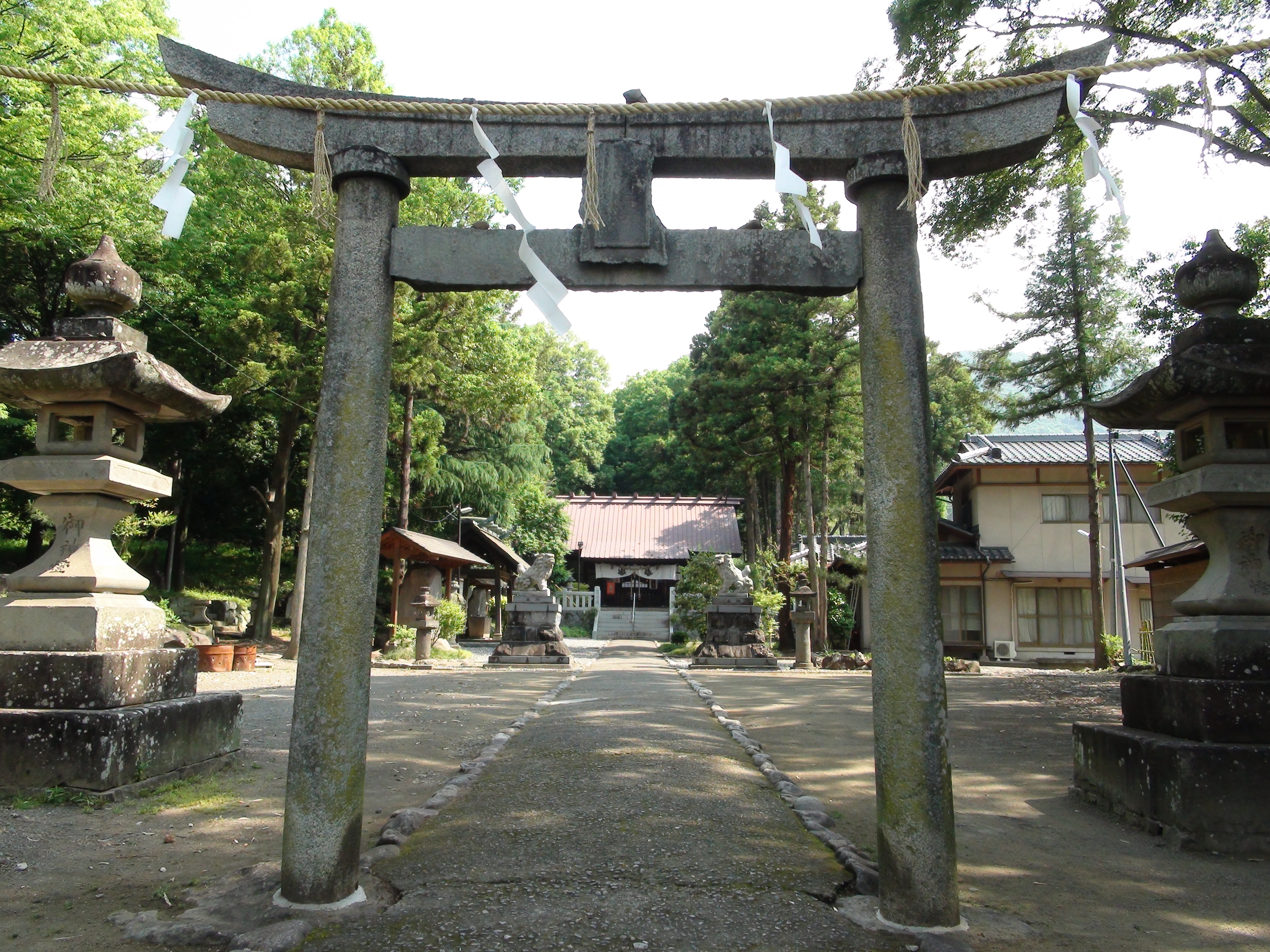
酒折宮

4世紀後半には畿内において確立したヤマト王権の影響が東国に及び、銚子塚古墳のほか静岡県の松林山古墳、長野県千曲市の森将軍塚古墳など東海・中部地方においても前方後円墳が出現し、この地域の首長の序列化が行われていたと考えられている。
甲斐銚子塚古墳は後円部の三段築成や石室構造・埋葬頭位、朱の使用、葺石、埴輪などの副葬品から、中国の神仙思想に起源を持つ畿内の埋葬形態や古墳儀礼との共有性が指摘される。
また、副葬品としてヤマト王権への服属の代償に分与されたとする説がある三角縁神獣鏡がみられることから、この時期に中道地域はヤマト王権に組み込まれ、新興勢力あるいは王権に服属した弥生時代以来の在地勢力による築造であると推定されている。銚子塚以後の中道地域では、丸山塚古墳や天神山古墳を経て古墳の規模は縮小している。同盟関係が指摘される岡銚子塚古墳を中心とした笛吹市八代地域でも同様に規模を縮小させており、ヤマト王権の東国中継地としての役割が低下し、丘陵地域の勢力は衰退していったと考えられている。
また、東国においては主要な交通路に一定間隔で畿内型古墳が分布する傾向があり、古代甲斐国においても同盟関係をもつ連合政権の一因としてヤマト王権の中継地点になっていた可能性が考えられている。
『古事記』『日本書紀』には景行天皇皇子のヤマトタケルノミコト（倭建命、日本武尊）が東征の帰路に酒折宮（甲府市酒折）へ立ち寄り、「御火焼之老人」と問答歌を交わしたという伝承がある。
この酒折宮伝承の歴史的背景に関して磯貝正義・原秀三郎は、ヤマト王権により東征の論功行賞が反映されており、「御火焼之老人」は銚子塚古墳の被葬者に相当すると解釈する説があり、古代甲斐国は甲斐銚子塚古墳が築造された4世紀段階においてヤマト王権に服従したとした。
一方で、酒折宮伝承は6世紀段階の甲斐国と畿内の関係を示しているとする説もある。

### 甲斐銚子塚古墳以降の甲府盆地
甲斐銚子塚古墳の築造後、東山地域における墳丘規模は縮小し、5世紀以降には東国における政治的中心地は関東地方になったと考えられている。甲府盆地では小規模な古墳の築造が東山地域以外へ波及し、市川三郷町に所在する鳥居原狐塚古墳（円墳）や笛吹市八代町に所在する竜塚古墳（方墳）など、伝統的な墳形の古墳築造が再開される。

## 第2次史跡整備と木製品の発見
その後は後円部周辺の公有地化が進み、2001年（平成13年）には史跡整備に伴う第2次調査が行われ、後円部西端の墳端が確認される。公有地化の完了した2004年（平成16年）には、後円部北側において周溝から半円形に張り出した「突出部」や埋設された木柱跡が確認され、古墳におけるマツリの場であると考えられている。さらに、後円部西端の墳端の周溝からは組合せ式の木製品が出土した。
円盤形木製品は直径50センチメートル、厚さ4センチメートルで、中央が厚いレンズ状になっている。周縁部に3つの孔があり、蕨手形木製品を刺し込み目釘で固定していたと見られている。中央の孔にはホゾ加工され、直径4メートルの棒状木製品を刺し込む構造になっている。木製品の多くは火を受けており、へら状木製品に火鑽（ひきり）板があることから、これらの木製品は古墳における葬送儀礼の道具と考えられている。風雨の影響で朽ち果てている笠形木製品に比べ、円盤・蕨手・棒状の各木製品は保存状態が良く、木製品は一定期間（数年）の間は葬送儀礼に用いられ、周溝へ投げ込まれて廃棄されたと考えられている。
その後、木製品の分析が行われた。立柱は直径20メートル前後で上半分が折れており、芯部を含まないスギ材で年輪から3世紀前半の伐採と考えられており、4世紀前半の築造年代とは時間差が存在することが判明した。

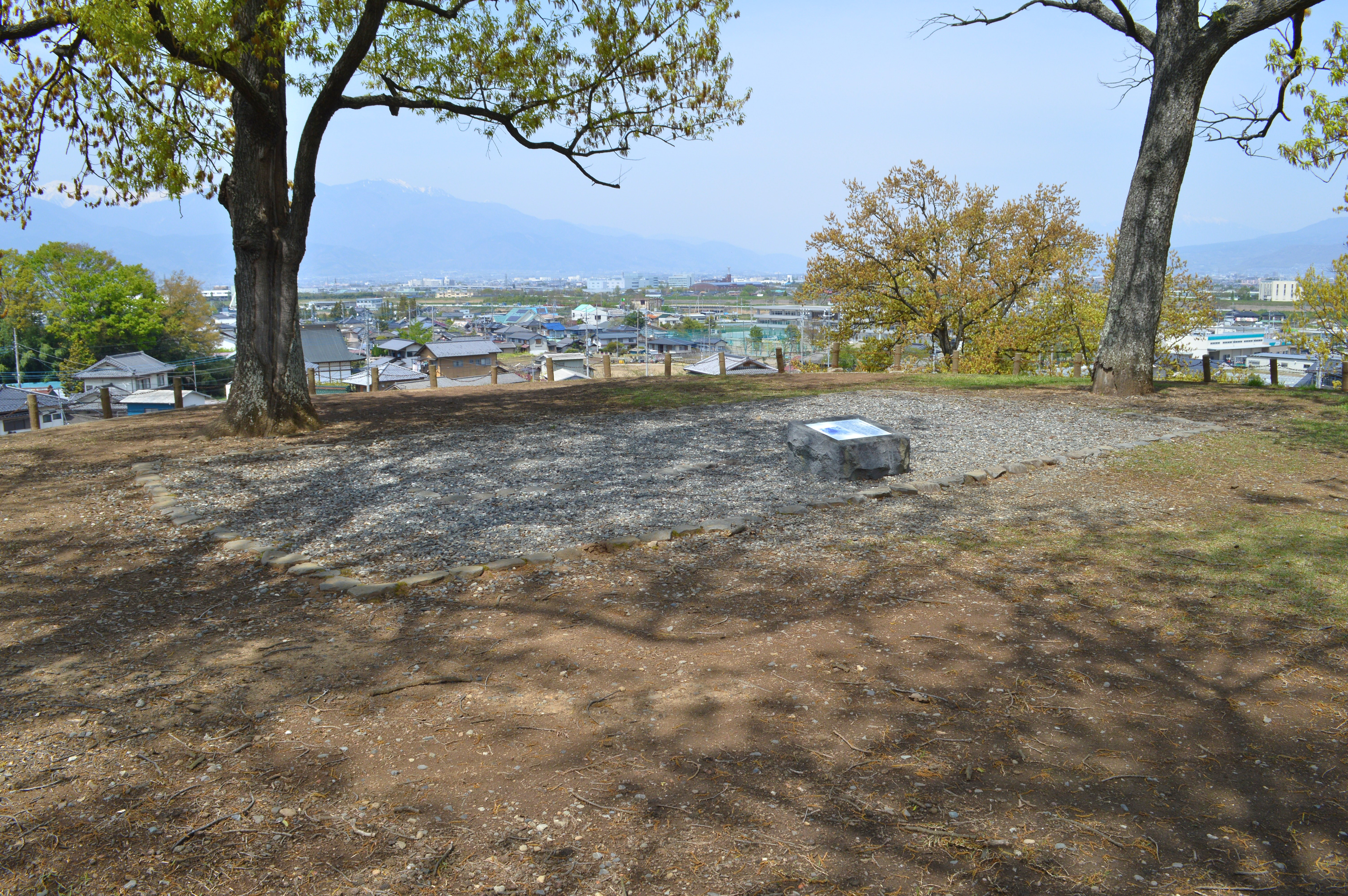
後円部墳頂の石室位置
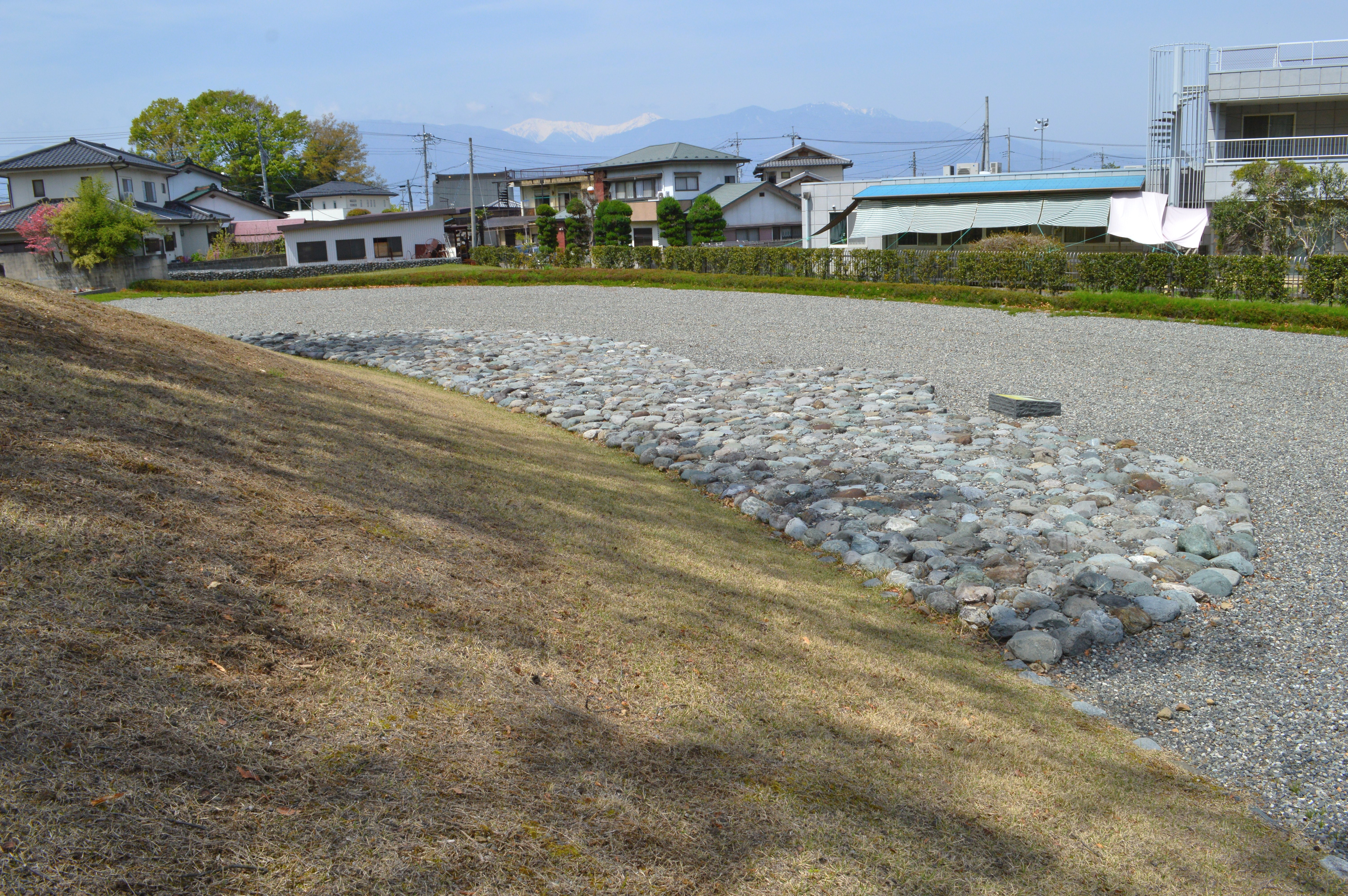
後円部突出部（復元）
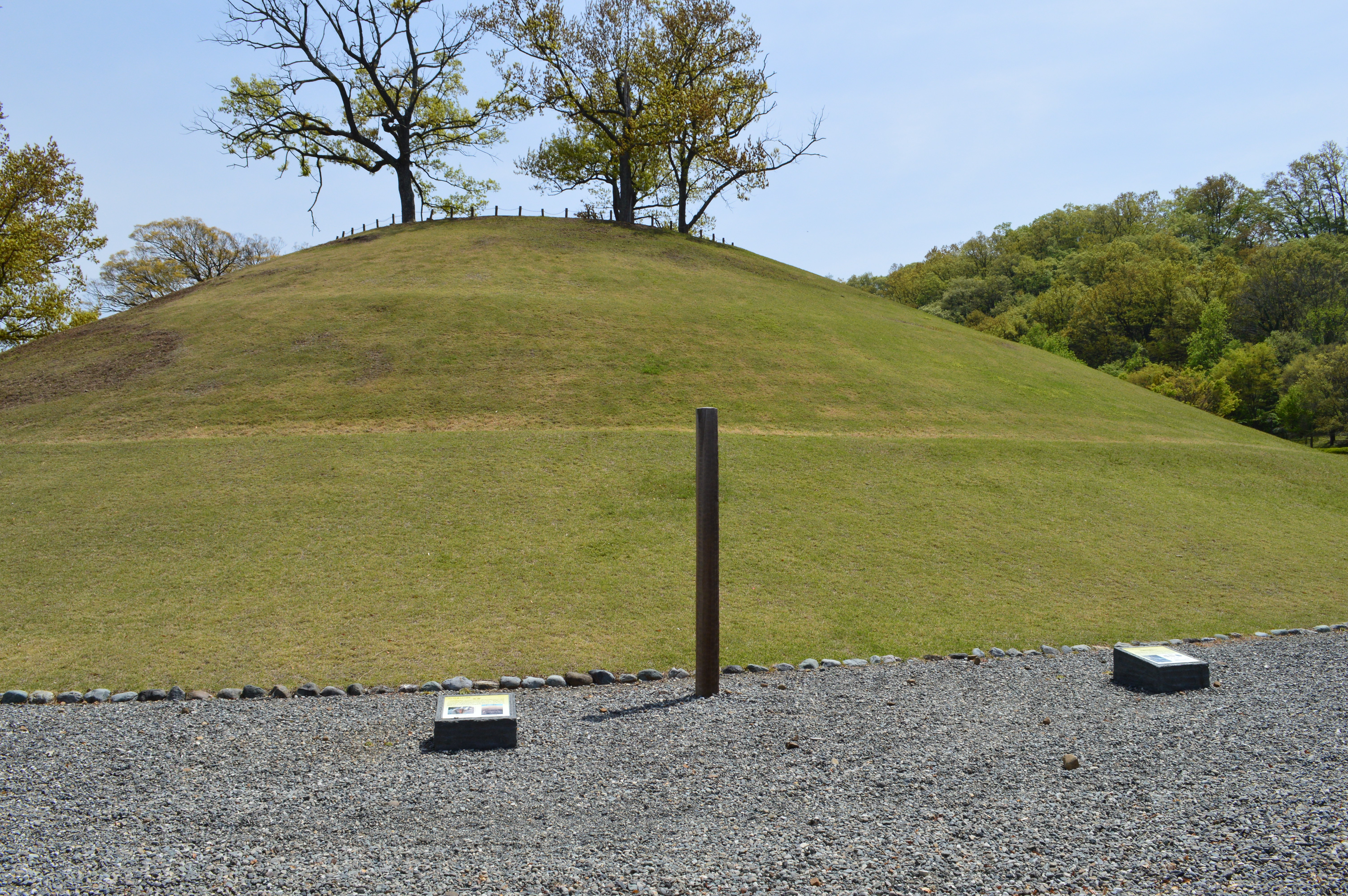
立柱（復元）

## 丸山塚古墳

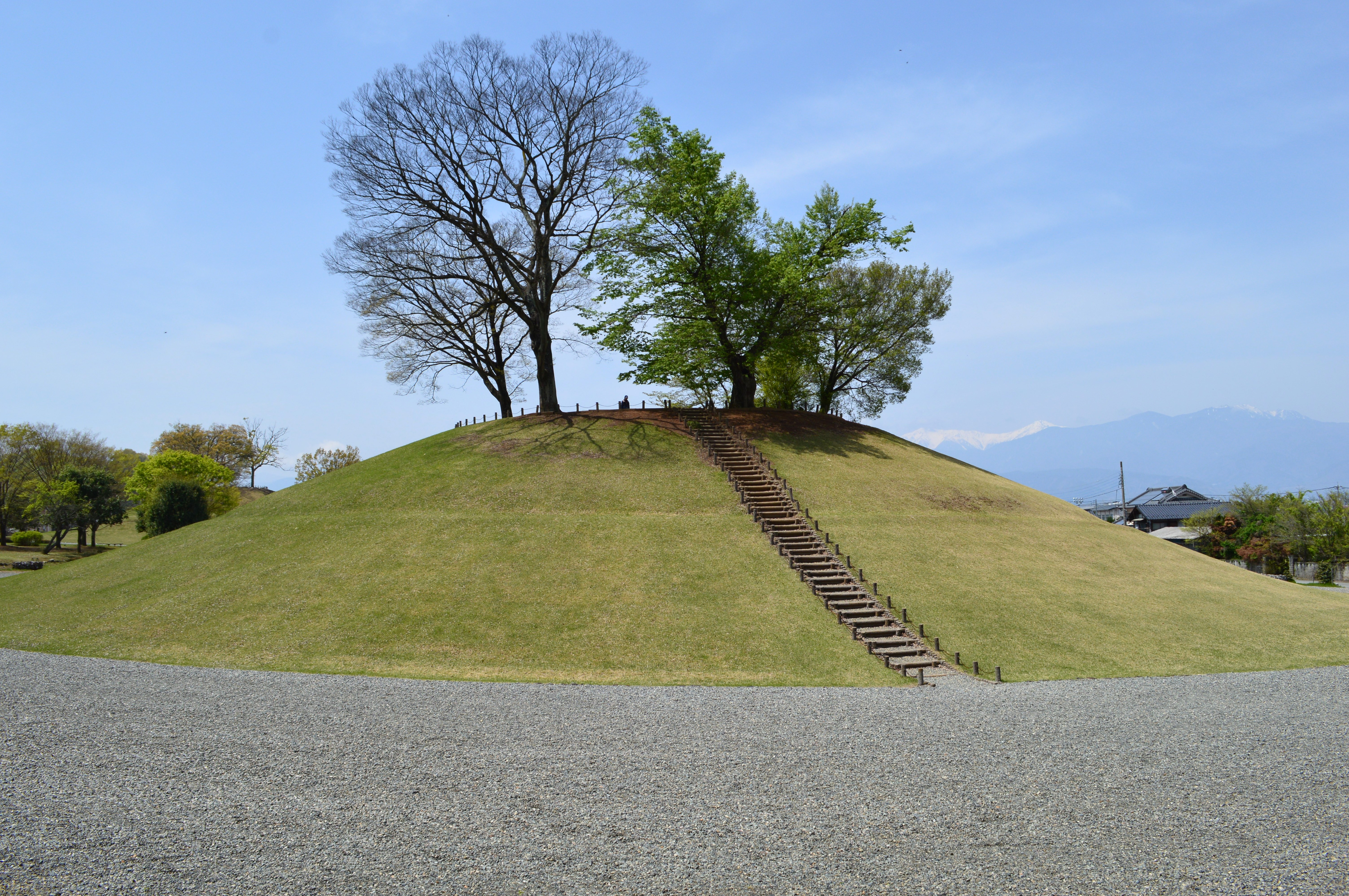
丸山塚古墳 全景

甲斐銚子塚古墳の前方部から80メートルほど東側にある円墳（北緯35度35分35.69秒 東経138度34分49.34秒 / 北緯35.5932472度 東経138.5803722度）。直径約72m、高さ11mを測り、墳丘は2段築成で埴輪を備え周堀を巡らせている。
甲斐銚子塚古墳より早く、1904年に発掘された。墳頂部に長さ5.5mの割石小口積みの竪穴式石室があって、石室内から画文帯神獣鏡・鉄刀・鉄斧・鉄鏃・鎌などが出土した。さらに石室とは別に粘土床があり、石釧が出土したという。

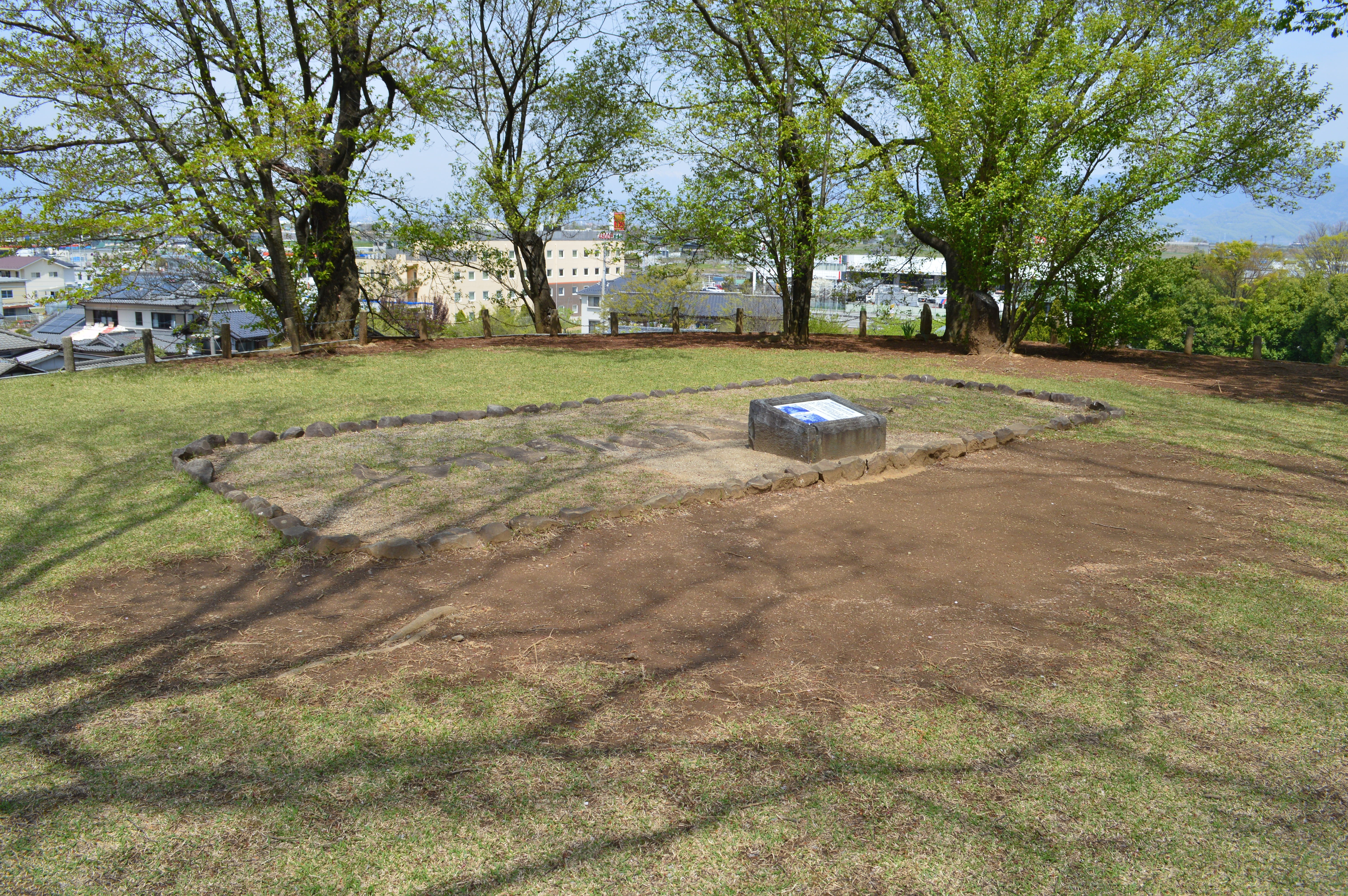
墳頂の石室位置

## 文化財

### 国の史跡
- 銚子塚古墳 附 丸山塚古墳 - 昭和5年2月28日指定[15]。

### 山梨県指定文化財
- 有形文化財[16]
  - 銚子塚古墳出土埴輪 3点（考古資料） - 平成8年5月2日指定。
  - 銚子塚古墳出土木製祭祀具 70点（考古資料） - 平成26年9月4日指定。